# Helenis
Helenis, en ocasiones erróneamente denominado Elenis, es un género de foraminífero bentónico de la subfamilia Archaiasinae, de la familia Soritidae, de la superfamilia Soritoidea, del suborden Miliolina y del orden Miliolida. Su especie tipo es Helenis spatosus. Su rango cronoestratigráfico abarca el Holoceno.

## Clasificación
Helenis incluye a las siguientes especies:
- Helenis spatosus